# Тоса Юкіхіро
Тоса Юкіхіро (д/н —1-а пол. XV ст.) — японський художник періоду Муроматі. Засновник роду Тоса. Відомий також як Фудзівара Юкіхіро.

## Життя і творчість
Походив зі знатного роду Касуга, що було відгалуженням великого роду Кадзюдзі, гілки клану Північних Фудзівара. Представники роду Касуга з XI століття займалися живописом, переважно були імператорськими придворними живописцями, поєднуючи цю посаду з державною службою. Часто обіймали посаду губернатора провінції Тоса. Серед них був Фудзівара Такайосі, якому приписують ілюстрації до першого видання роману «Ґендзі моноґатарі».
Батьком був Фудзівара Юкіміцу, що очолював Бюро живопису (Етакумі-но цукаса) в Міністерстві центральних справ. Про дати життя Юкіхіро нічого невідомо. у 1389 році після смерті батька успадкував посади придворного живописця та голови бюро живопису. Деякий час був камі (губернатором) провінції Тоса. На честь цього змінив прізвище на Тоса, започаткувавши новий рід художників.
Малював під псевдонімом Тоса Сьоген. Він не виробив власного стилю, залишаючись в традиції малювання своєї родини. Створював сувої у жанрі ямато-е. Основними темами були портрети аристократів та сьогунів, а також буддистські сюжети. Відомо, що разом з іншими відомими художниками свого часу брав участь у створенні горизонтального сувою «Походження та розвиток секту Юдзу» для монастиря Сейрйо-дзі в Кіото. Продовжив справу син Тоса Юкіхіде.